# GigaWing Generations
GigaWing Generations est un shoot 'em up à défilement vertical développé par Takumi et édité par Taito en 2004 sur borne d'arcade équipée du système Taito Type X. Le jeu est porté en 2005 sur PlayStation 2,,.

## Système de jeu
GigaWing Generations est un shoot 'em up à défilement vertical.